# Camp d'Amstetten (hommes)
Le camp d'Amstetten est une unité de travail forcé dépendant du camp de concentration de Mauthausen dont les déportés hommes sont affectés, pendant un mois au printemps 1945, à des chantiers de réparation ferroviaire, tandis que les déportées femmes sont employées à des travaux de déblaiement.

## Contexte
À partir de 1942, le cours de la guerre oblige l’Allemagne nazie à enrôler de nouvelles classes de conscrits qui laissent un vide dans les chaînes de production. Pour compenser ces pertes, les autorités mobilisent d’abord la population féminine, puis des travailleurs forcés étrangers, et finalement la population concentrationnaire. Moyennant finances, la SS organise la mise à disposition des déporté(e)s, soit en installant des entreprises à l'intérieur des camps de concentration, soit en détachant des unités de travail forcé dans des ateliers ou sur des chantiers (Kommandos extérieurs). La gestion de la main-d'œuvre concentrationnaire donne lieu à d'incessants transferts de détenu(e)s qui empêchent parfois de reconstituer un état des lieux précis des effectifs et des pertes.

## Camp de Mauthausen
Le camp de concentration de Mauthausen est ouvert en août 1938 sur les hauteurs de la ville de Mauthausen (Autriche). En mai 1940, un camp annexe est ouvert à Gusen, à quelques kilomètres. Le complexe concentrationnaire ne cesse de grandir, à mesure qu’il devient centre de tri et de transfert vers les camps extérieurs.
Avec l'évolution du conflit, l'exploitation de la main d’œuvre concentrationnaire devient en effet une priorité, qui se traduit par la multiplication des Kommandos dépendant du camp principal. Pour soutenir l'effort de guerre du Reich, les détenus sont loués par la SS aux usines Steyr-Daimler-Puch AG, Reichswerke Hermann Goering, Heinkel Flugzeugwerke, Porsche GmbH, Solvay GmbH, etc.,
À partir de la fin 1943, les bombardements stratégiques alliés obligent les autorités allemandes à mettre en œuvre un vaste plan de transfert des activités stratégiques et de l'industrie d'armement. Ces industries sont relocalisées dans des sites camouflés (mines, bunkers, tunnels) dont l'aménagement mobilise des milliers de déportés dans des conditions de vie et de travail inhumaines. Les dommages infligés par les raids alliés mobilisent également de nombreux Kommandos, chargés de travaux de déblaiement, de réparation des infrastructures et de construction d'hébergements d'urgence,.

## Création du camp d'Amstetten
Le 19 mars 1945, un contingent masculin de déportés est transféré de Mauthausen au camp d'Amstetten, à une cinquantaine de kilomètres à l'ouest du camp principal. 
Le lendemain, un contingent de 495 détenues y est également conduit. 
Le camp est gardé par des membres de la SS et de la police viennoise.
Le chantier est baptisé « Bahnbau I » (construction ferroviaire) pour les hommes et « Bahnbau II » pour les femmes (déblaiement).
Les détenus masculins sont logés dans la caserne d'un camp militaire désaffecté (« Panzerlager », ou camp des blindés) situé dans la Grillparzerstraße.
Le détachement des femmes, quant à lui, ne dort pas sur place. Il fait l'aller-retour en train entre Mauthausen et Amstetten, où les déportées effectuent pendant quelques jours des travaux de déblaiement.

## Prisonniers
Le nombre exact de prisonniers travaillant au camp d'Amstetten pendant son existence d'un mois est inconnu. 
Certains historiens l'estiment à 1 500 hommes et 500 femmes. D'autres calculent, au vu des listes de transport, que 3 093 hommes ont travaillé sur la « Bahnbau I » et 500 femmes sur la « Bahnbau II ». Hans Maršálek a recensé 2 966 prisonniers dans le Kommando des hommes et 500 dans le Kommando des femmes.

## Travail forcé
La gare de triage d’Amstetten étant d’une importance stratégique, le quartier est bombardé pendant les raids aériens alliés des 15 et 25 décembre 1944 et du 15 février 1945. 
C'est après ces bombardements que les déporté(e)s sont mobilisés pour dégager les décombres et réparer les voies ferrées endommagées. 
Deux jours après leur arrivée au camp, un nouveau raid aérien a lieu. Lors de l’attaque, 500 détenus parviennent à s’échapper. Les fugitifs se réfugient dans un bois, qui est également touché. 34 déportées meurent sous les bombes.

## Evacuation
Début avril 1945, un premier groupe de détenus est transféré à Mauthausen. 
Le 18 avril 1945, le camp d'Amstetten est définitivement fermé et les prisonniers restants (environ 1 500) sont transférés à Mauthausen.

## Mémorial
Dans les années 1970, un oratoire fut érigé dans le quartier d'Eisenreichdornach en mémoire des détenus victimes du raid aérien.